# Arok Thon Arok
Arok Thon Arok (gest. 12. Februar 1998, Nasir, Sudan) war ein Politiker im Süden des Sudan (Südsudan). Er war einer von fünf hochrangigen Kommandeuren der Sudanesischen Volksbefreiungsarmee (SPLA).

## Leben

### Jugend
Arok gehörte zum Stamm der Twic Dinka der Gemeinschaft Kongor in Twic East County, Jonglei. Es heißt, er sei mit John Garang verwandt.

### Karriere
Arok besuchte die Militärschule in Khartum.
Er war ein Major in der SPAF, er arbeitete als Nachrichtenoffizier in der 13. Brigade in Upper Nile.
Er gründete 1983 zusammen mit anderen die Sudan People’s Liberation Army (SPLA). Er war einer von fünf Hauptkommandanten der Permanent Political Military Office der SPLA neben John Garang, Kerubino Kuanyin Bol, William Nyuon Bany und Salva Kiir. Er war der höchstrangige Offizier neben Garang und war vier Jahre lang Mitglied der Political-Military High Command und stellvertretender Chief of Staff für Verwaltung und Logistik. 1984 war er Teil einer Delegation nach Libyen, die Waffen kaufen sollte.
Er war 1984 und 1985 in Kongor als Regionalkommandant für Mading Bor. Er starb fast durch Verdursten zwischen Juba und Mading Bor, als er mit seinen Truppen in einem Gebiet ohne Wasser unterwegs war. Sein Nachfolger in Mading Bor wurde Kommandant Kuol Manyang Juuk.
Aroks Frau starb 1987 und 1988 besuchte er England, um dort seine Kinder in eine Schule zu geben und es wurde berichtet, dass er geheime Verhandlungen mit dem SPAF-General Burma Nasir führte. Als die Nachricht darüber zu Garang kam, warf er Arok aus der SPLA und wurde kurzzeitig inhaftiert, zusammen mit Kerubino. Arok ging nach Uganda, wo er von Museveni unter Hausarrest gestellt wurde und erst im Februar 1993 wieder freigelassen. Sie erhielten einen Status als Flüchtlinge und ging nach Kenia, wo er sich einer Splittergruppe der SPLA anschloss. Die spätere South Sudan Independence Movement/Army wurde 1991 vom SPLA-Kommandanten Riek Machar gegründet.
Im März 1993 gab es vier Gruppen, die sich gegen Garang stellten. Anfangs bestand eine „Unity“-Gruppe, die sich jedoch auflöste. Die Gruppen wurden von Bany und Joseph Oduhu, Riek Machar und Lam Akol (Nasir Group), Kerubino und weiteren (Bahr el-Ghazal Group), sowie von Arok (Bor Citizens Group) geführt.
In den 1990ern kehrte Arok nach Khartum zurück und im April 1996 unterzeichneten Machar, Kerubino und Arok eine „Political Charter“ mit der Regierung des Sudan.

## Tod
Arok starb im Flugunfall einer Antonow An-32 1998 bei Nasir zusammen mit dem Vizepräsidenten des Sudan, Major General Zubair Mohamed Salih und weiteren politischen und militärischen Führern.